# Gestaltpsykologi
Gestaltpsykologi (av tyska: Gestaltpsychologie) är en psykologisk inriktning som menar att människan behöver förstå saker som helheter och som försöker beskriva sådana helheter utifrån deras gestaltkvaliteter. Skolan uppstod som en reaktion på reduktionistiska skolor som behaviorism under devisen "helheten är något annat än summan av delarna" (vilket ofta felaktigt återges som "helheten är mer än summan av delarna"), och har haft sin största betydelse inom perception och problemlösning genom insikt.

## Utgår från fält- och systemteorier
Enligt det gestaltiska synsättet kan organismer fullt förstås endast när de ses som en del av ett fält, en kontext, en omgivning. Relationen mellan organismen och dess omgivning är av största betydelse teoretiskt och beteendevetenskapligt. I fältteorin tittar man på krafter och motkrafter, till exempel mellan dem som vill bevara det som är och de som vill ha förändring. När man studerar något med ett fältteoretiskt perspektiv ser man på helheten och på hur energierna rör sig i fältet. I fältet finns olika energier som drar till och stöter ifrån sig. Om man studerar en grupp kan det till exempel vara frågor som vem som påverkar vem? Vem eller vilka deltar? Enligt fältteorin samspelar vi med varandra i varje sekund. Komplexiteten är hög redan när det är två personer. Även någon som inte är närvarande påverkar fältet.
Systemteorin visar system och dess gränser. Varje system verkar i sitt sammanhang och söker sin balans. För att förstå ett system behöver man gå upp och ner en nivå av systemet. För att till exempel förstå en grupp behöver man veta lite om den organisation som gruppen ingår i, liksom de subgrupper som gruppen har.
Exempel på systemkoncept: 
- Holism
- Öppna och slutna system
- Homeostatis
- Ekvifinalitet – många vägar bär till Rom.

## Gestaltlagar
För att gestaltpsykologin skulle kunna fungera vid praktiska tillämpningar krävdes att den kunde formulera allmängiltiga lagar genom vilka gestalter bildade helheter. Dessa lagar skulle vara sådana att ingen någonsin behövde lära sig dem, utan skulle uppträda såväl i skilda kulturer som hos spädbarn och djur. Detta gjordes första gången 1923 av Max Wertheimer. Här nedan återges dessa lagar i den form som senare blivit vedertagna:

### Närhetslagen
Enligt närhetslagen sammanfogas delarna till en helhet först och främst enligt principen om minsta avstånd

### Slutenhets- eller konturlagen
Enligt slutenhetslagen sammanfogas delar till enheter genom att bilda ytor. Slutenhetslagen bildar starkare enheter än närhetslagen och kan upphäva närhetsprincipen.

### Likhetslagen
Enligt likhetslagen sammanfogas delar i ett system med flera olika element som liknar varandra till enheter. I praktiken uppstår ofta en konkurrens mellan närhetslagen och likhetslagen.

### Den goda kurvans lag
När till exempel välbekanta geometriska figurer sammanfogas i en komposition motverkar de närhetslagen genom sin starka form.

### Den gemensamma rörelsens lag
I dynamiska system bildar grupper av element som rör sig i samma riktning och hastighet grupper som upphäver de tidigare lagarna.

### Erfarenhetens lag
I skolan lär vi oss att känna igen till exempel bokstäver. Liksom hos "den goda kurvans lag" gör detta att vi tenderar till att förstärka enheter som vi känner igen. Detta kan också motverka de tidigare lagarna.

## Kritik av gestaltpsykologin
En holistisk analys förutsätter alltid att det är meningsfullt att tala om en helhet av något slag. Om man försöker applicera gestaltpsykologin på till exempel omöjliga figurer märker man att alla delar kan förklaras i förhållande till en upplevd helhet, men helheten är i detta fallet den illusion som bilden verkar genom. Vad gäller omöjliga figurer kommer så att säga inte gestaltpsykologin åt helheten.